# Sách hóa nông thôn Việt Nam
Sách hoá nông thôn là phong trào xây dựng văn hóa đọc ở nông thôn Việt Nam được Nguyễn Quang Thạch ứng dụng thực tiễn từ năm 2007 sau 10 nghiên cứu thiết kế lộ trình cho một cuộc cách mạng thư viện dân sự. Tính đến tháng 2 năm 2019, các tác động xã hội mà SHNT mang lại là hàng trăm ngàn cha mẹ học sinh, cựu học sinh, các thành viên xã hội, học sinh, thầy cô giáo, các nhà trường, cấp huyện, cấp tỉnh đã tạo ra hơn 30.000 tủ sách, mang lại cơ hội tiếp cận sách cho hơn 1.000.000 bạn đọc nông thôn. Từ chuyến đi bộ Hà Nội -Sài Gòn của Nguyễn Quang Thạch, các tủ sách được nhân rộng rất nhanh bởi các nhóm làm tủ sách được thiết lập sau năm 2015 và chính quyền cấp tỉnh. Các Tủ sách Dòng họ, Tủ sách Phụ huynh, Tủ sách Lớp em, Tủ sách Lớp học với một số tên gọi khác, Tủ sách Hậu phương chiến sĩ và Tủ sách Giáo xứ đã lan rộng đến hầu hết tỉnh thành trên cả nước. Về mặt chính sách, Bộ Giáo dục và Đào tạo đã có văn bản 6841 ngày 31 tháng 12 năm 2015 gửi các sở giáo dục & đào tạo nhân rộng Tủ sách Phụ huynh/Tủ sách Lớp học đến các lớp học trên toàn quốc.

## Lịch sử
Từ một cú sốc trước sự vô cảm của nhiều sinh viên Đại học Vinh khi tìm cách đưa chị Tám bị bệnh nặng ở thị xã Hồng Lĩnh, Hà Tĩnh về quê Đồng Văn, Thanh Chương, Nghệ An, anh Nguyễn Quang Thạch đến với ý tưởng đem sách đến cho nhiều người. Sau 10 năm nghiên cứu, thiết kế các mô hình thư viên, đến năm 2007, anh bắt tay xây dựng những tủ sách đầu tiên. Đó là những tủ sách cho các dòng họ gần gũi với anh - dòng họ Nguyễn Quang (họ của anh), Nguyễn Duy (bên bà nội) và Trần (họ mẹ) - bằng chính số tiền tiết kiệm hơn 10 triệu đồng.
Năm 2008, tủ sách dòng họ Đỗ Xuân được thành lập ở thôn An Mỹ, xã An Dục, huyện Quỳnh Phụ, tỉnh Thái Bình, gồm 115 đầu sách.
Năm 2009, mô hình tủ sách dòng họ được nhân rộng ở nhiều nơi như họ Vũ ở thôn Văn Hàn, xã Thái Hưng, Thái Thụy, Thái Bình với 150 đầu sách; họ Vũ ở làng Mộ Trạch, xã Tân Hồng, Hải Dương với 180 đầu sách; họ Bùi ở làng Trung Lương, xã Đức Hồng, huyện Hồng Lĩnh, tỉnh Hà Tĩnh với 250 đầu sách. Nguyễn Quang Thạch cho biết cho đến tháng 4 năm 2009 anh đã vận động được 18 dòng họ ở 7 tỉnh xây dựng tủ sách.
Mô hình tủ sách dòng họ đã nhận được sự ủng hộ của các nhà văn, nhà thơ, nhà sử học, nhà nghiên cứu như Phong Lê, Phan Huy Lê, Dương Trung Quốc, Nguyễn Quang Thiều, Nguyễn Quang Thân, Nguyễn Huy Thiệp, Vũ Duy Thông, Phong Điệp; những người nổi tiếng như Á hậu Du lịch Việt Nam 2008 Nguyễn Thị Phương Thảo; bà con Việt kiều và nhiều dòng họ trên cả nước.
Tháng 9 năm 2009, mô hình tủ sách dòng họ giành giải thưởng 400.000 triệu đồng trong cuộc thi "Ideas to serve the community" (Ý tưởng phục vụ cộng đồng).
Ngày 31 tháng 12 năm 2009, Bộ Văn hoá Thể thao và Du lịch ra công văn số 4564 về việc triển khai xây dựng thí điểm và chuẩn hoá mô hình Tủ sách dòng họ tại các xã An Dục, Đồng Tiến, An Vũ huyện Quỳnh Phụ tỉnh Thái Bình.
Đầu năm 2010, có 48 tủ sách đã được lập ở 14 tỉnh. Số lượng sách cũng tăng lên như họ Nguỵ ở Bắc Giang đã có một tủ sách hơn 600 đầu, họ Vũ ở xã Cẩm Điền, huyện Cẩm Giàng tỉnh Hải Dương có hơn 1.200 đầu sách.
Năm 2010, Nguyễn Quang Thạch thực hiện chuyến đi xuyên Việt đầu tiên để vận động cho phong trào Sách hóa nông thôn. Xuất phát vào ngày mùng một tết Canh Dần từ Văn Miếu – Quốc Tử Giám (Hà Nội) và kết thúc ở thành phố Hồ Chí Minh, anh đã đi qua nhiều làng quê, thị trấn, thành phố dọc theo chiều dài đất nước. Nơi dừng chân nào anh cũng tìm hiểu sự đọc của người dân địa phương, nói chuyện về sách hay vận động thành lập tủ sách. Chuyến đi nhận được sự ủng hộ của Bộ Văn hoá Thể thao và Du lịch và xuất hiện trên báo Tết xuân Canh Dần của báo Tiền Phong, trên chương trình thời sự lúc 19 giờ của kênh VTV1 ngày mồng một Tết và nhiều báo khác.
Tháng 5 năm 2010, tủ sách phụ huynh đầu tiên được triển khai ở THCS An Dục, huyện Quỳnh Phụ, tỉnh Thái Bình với chi phí do Thạch đóng góp 500.000 đ và 37 phụ huynh đóng góp 1.850.000 đ, gồm 130 cuốn sách.
Để đẩy mạnh tiến trình Sách hóa nông thôn, giữa năm 2010, Nguyễn Quang Thạch thành lập Trung tâm Hỗ trợ tri thức và phát triển cộng đồng (trực thuộc Hội Liên hiệp Khoa học - Kỹ thuật Việt Nam).
Năm 2011, 85 dòng họ trên cả nước và hàng chục trường phổ thông đã có tủ sách. Tháng 10, tủ sách giáo xứ được khởi động.
Năm 2012, phong trào gây quỹ ở nước ngoài đầu tiên được tiến hành tại Đức do hội Sinh viên Việt Nam tại Đức chủ trì.
Tháng 6 năm 2013, mô hình tủ sách hậu phương được khởi động ở nhà trung tá Hòa Quang Hùng ở xã An Dục, huyện Quỳnh Phụ, tỉnh Thái Bình.

## Phương thức hoạt động
Trong quá trình hoạt động của phong trào, Nguyễn Quang Thạch và Trung tâm Hỗ trợ tri thức và phát triển cộng đồng đóng vai trò xây dựng bộ khung, cổ động phong trào và đầu mối kết nối cộng đồng còn những dòng họ, phụ huynh, giáo viên, chiến sĩ và cả xã hội nói chung trực tiếp thực hiện với tinh thần chia sẻ trách nhiệm xã hội. Đặc biệt quan trọng, Chương trình sách hóa nông thôn Việt Nam đã vận động thành công chính sách từ cấp trường học đến cấp phòng giáo dục ở huyện Quỳnh Phụ, Thái Thụy của Thái Bình và cấp sở giáo dục Thái Bình. Nhờ phương thức đó chương trình đã tạo ra sự lan tỏa đến các tầng lớp khác nhau trong xã hội, cả trong và ngoài nước. Chương trình đã nhận được sự đóng góp tài chính từ các trí thức, người nổi tiếng, du học sinh,... Có những hình thức hoạt động đã đến từ sáng kiến của người nông dân, các em học sinh như viết kịch khuyến học, giới thiệu sách hàng tuần trước trường,...

### Tủ sách dòng họ
Theo Nguyễn Quang Thạch, người Việt Nam luôn hướng về cội nguồn và mong muốn dòng họ của mình rạng danh mà điều đó gắn liền với sự đọc. Khi đã có tủ sách, người ta tự hào rằng con cháu dòng họ mình ham đọc, hào phóng khi sách được người dòng họ khác mượn.

### Tủ sách phụ huynh
Trong mô hình này, tủ sách do phụ huynh đóng góp xây dựng, đặt ngay trong lớp học và do các em tự quản lý. Đối với các bậc cha mẹ, đây là một cách thiết thực để họ chăm lo đến đời sống tinh thần của con cái. Còn các em học sinh có thể mượn sách dễ dàng hơn, do đó lượng đọc cũng nhiều hơn thư viện trường.
Năm 2014, mô hình này đóng góp 90% tủ sách trong chương trình Sách hóa nông thôn.
Tủ sách lớp em là một biến thể của tủ sách phụ huynh trên miền núi.

### Tủ sách giáo xứ
Tủ sách được đặt trong nhà thờ nơi các tín đồ đi lễ, do cộng đồng trong giáo xứ xây dựng và duy trì.

### Tủ sách hậu phương-quê hương chiến sĩ
Các tủ sách hậu phương được đặt trong gia đình có vợ là giáo viên, chồng là quân nhân. Nguyễn Quang Thạch mong muốn thông qua giáo viên mang sách đến học sinh và xây dựng tủ sách hạt nhân tạo nền tảng cho hệ thống tủ sách gia đình ở nông thôn trong tương lai.

## Hiệu quả xã hội
Thông qua hệ thống thư viện, người Việt chỉ đọc trung bình 0,8 cuốn sách/người/năm. Trong khi đó, theo một ước tính, tủ sách phụ huynh giúp mỗi em học sinh đọc ít nhất 10 đầu sách/năm.
Từ tác động của SHNT thông qua xây dựng các tủ sách tại các địa phương, tạo chính sách cấp cơ sở và các hiệu ứng cục bộ và vết dầu loang. SHNT áp dụng các chiến lược truyền thông toàn cục-truyền thông quy mô quốc gia tạo nhận thức xã hội , tạo áp lực đến các cơ quan ra chính sách.

## Vinh danh
Ngày 1-9-2016, Chương trình "Sách hóa nông thôn" được UNESCO trao giải mang tên Vua Sejong cùng với một dự án khác của Thái Lan. Năm 1967, giải thưởng UNESCO International Literacy được thành lập để tôn vinh những sáng kiến thúc đẩy việc đọc sách, gồm có hai giải chính mang tên Khổng Tử và Vua Sejong. Trong đó, giải Vua Sejong (mang tên một vị vua khai trí của Hàn Quốc) được trao từ năm 1989 với sự hỗ trợ của chính phủ Hàn Quốc.. Kế đến, SHNT nhận giải thưởng phổ biến tri thức của Thư viện Quốc hội Mỹ vào năm 2017.